# Bačalky
Bačalky (deutsch Batschalek) ist eine Gemeinde im Okres Jičín in Tschechien. Sie liegt etwa vier Kilometer westlich von Libáň. In den zwei Ortsteilen Bačalky und Lično leben auf 5,70 km² etwa 150 Einwohner.
Für Touristen bietet der Ort  Naturgebiete und historische Denkmäler wie die Felsenlandschaft Prachovské skály, die Badelandschaft an den Teichen Jinolické rybníky, das Arboretum von Kopidlno sowie die Schlösser Dětenice und Staré hrady.